# Holmfrid

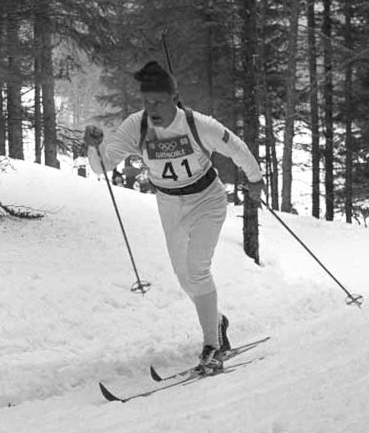
Holmfrid Olsson, 1968.

Holmfrid är ett fornnordiskt mansnamn som ursprungligen var ett kvinnonamn. Namnet är sammansatt av holme och frid (skön, älskad). Namnet har förekommit i Sverige åtminstone sedan 1000-talet.
Namnet finns omnämnt på ett flertal runstenar, framförallt i Uppland.[källa behövs]
Den 31 december 2014 fanns det totalt 190 män och 2 kvinnor folkbokförda i Sverige med namnet Holmfrid, varav 8 män och 1 kvinna bar det som tilltalsnamn.
Namnsdag: 30 mars 2001–, (1901-1992: 4 juni)

## Personer med namnet Holmfrid
- Holmfrid Eriksdotter, svensk prinsessa, dotter (troligen) till kung Erik Segersäll.[3]
- Holmfrid Olsson, svensk skidskytt